# Торбина, Бася Ароновна
Ба́ся Аро́новна То́рбина (1903, Екатеринослав — 1974, Москва) — советский хозяйственный, государственный и политический деятель. Участница революционного движения. Участница Гражданской войны. Член РКП(б) с июня 1921 года.

## Биография
Родилась в 1903 году в Екатеринославе, в многодетной семье сапожника А. Х. Торбина.
С 1917 года — портниха, участница революционного движения (вступила в кружок молодёжи при черниговской организации РСДРП(б)). В 1919 году весь этот кружок влился в комсомольскую организацию. (Два её брата и две сестры также стали активными участниками революционного движения и в дальнейшем получили высшее образование.) Участница Гражданской войны, студентка рабочего факультета сельскохозяйственного вуза. Окончила Центральную партийную школу при ЦК КП(б)У в Харькове.
С июня 1921 года — член РКП(б).
К 1932 году — студентка Коммунистического университета имени Свердлова в Москве, окончила три курса.
В 1932—1933 годах работала в составе группы ЦК ВКП(б) в городе Курске.
В 1933—1935 годах — помощник начальника отдела по труду и зарплате Усть-Пристанской Машинно-тракторной станции в Сибири.
В 1935—1938 годах — председатель Исполнительного комитета Ояшского (Ояшинского) районного совета Новосибирской области.
Семь лет была на ответственной комсомольской работе. Работала секретарём Глуховского уездного комитета комсомола Черниговской губернии, секретарём Черниговского городского комитета комсомола, заместителем заведующего Организационным отделом Черниговского губернского комитета комсомола, заведующим агитационно-пропагандистского отдела Конотопского окружного комитета комсомола, заведующим агитационно-пропагандистского отдела Артемовского окружного комитета комсомола на Донбассе.
В 1935 году переехала в Москву. Была выдвинута коллективом МТС кандидатом в депутаты ВС СССР. В декабре 1937 года избиралась депутатом Верховного Совета СССР 1-го созыва. В 1938 году вместе с мужем и детьми поселилась в «Доме на набережной» в 21 подъезде. Имела троих детей.
В 1938—1958 годах — начальник организационного отдела Министерства сельского хозяйства СССР.
С 1958 года на пенсии.
Умерла в Москве в 1974 году. Похоронена на Новодевичьем кладбище (колумбарий Новой, Новейшей территорий).

## Награды
- Орден «Знак Почёта»
- медали